# Taillette
Taillette  ist eine französische Gemeinde mit 405 Einwohnern (Stand: 1. Januar 2022) im Département Ardennes in der Region Grand Est (bis 2015 Champagne-Ardenne). Sie gehört zum Arrondissement Charleville-Mézières, zum Kanton Rocroi und zum Gemeindeverband Vallées et Plateau d’Ardenne.

## Geografie
Die Gemeinde liegt im 2011 gegründeten Regionalen Naturpark Ardennen an der Grenze zu Belgien. Umgeben wird Taillette von den Nachbargemeinden Gué-d’Hossus im Nordosten, dem Kantonshauptort Rocroi im Osten, Sévigny-la-Forêt im Südosten, Maubert-Fontaine im Süden, Éteignières im Nordwesten, Regniowez im Westen sowie von der belgischen Gemeinde Couvin im Norden.

## Geschichte
Die heutige Gemeinde Taillette gehörte bis 1841 zum Territorium der Gemeinde Rocroi.

## Bevölkerungsentwicklung
| Jahr                      | 1962 | 1968 | 1975 | 1982 | 1990 | 1999 | 2007 | 2015 |
| Einwohner                 | 342  | 316  | 270  | 240  | 262  | 314  | 364  | 399  |
| Quelle: Cassini und INSEE |      |      |      |      |      |      |      |      |

## Sehenswürdigkeiten

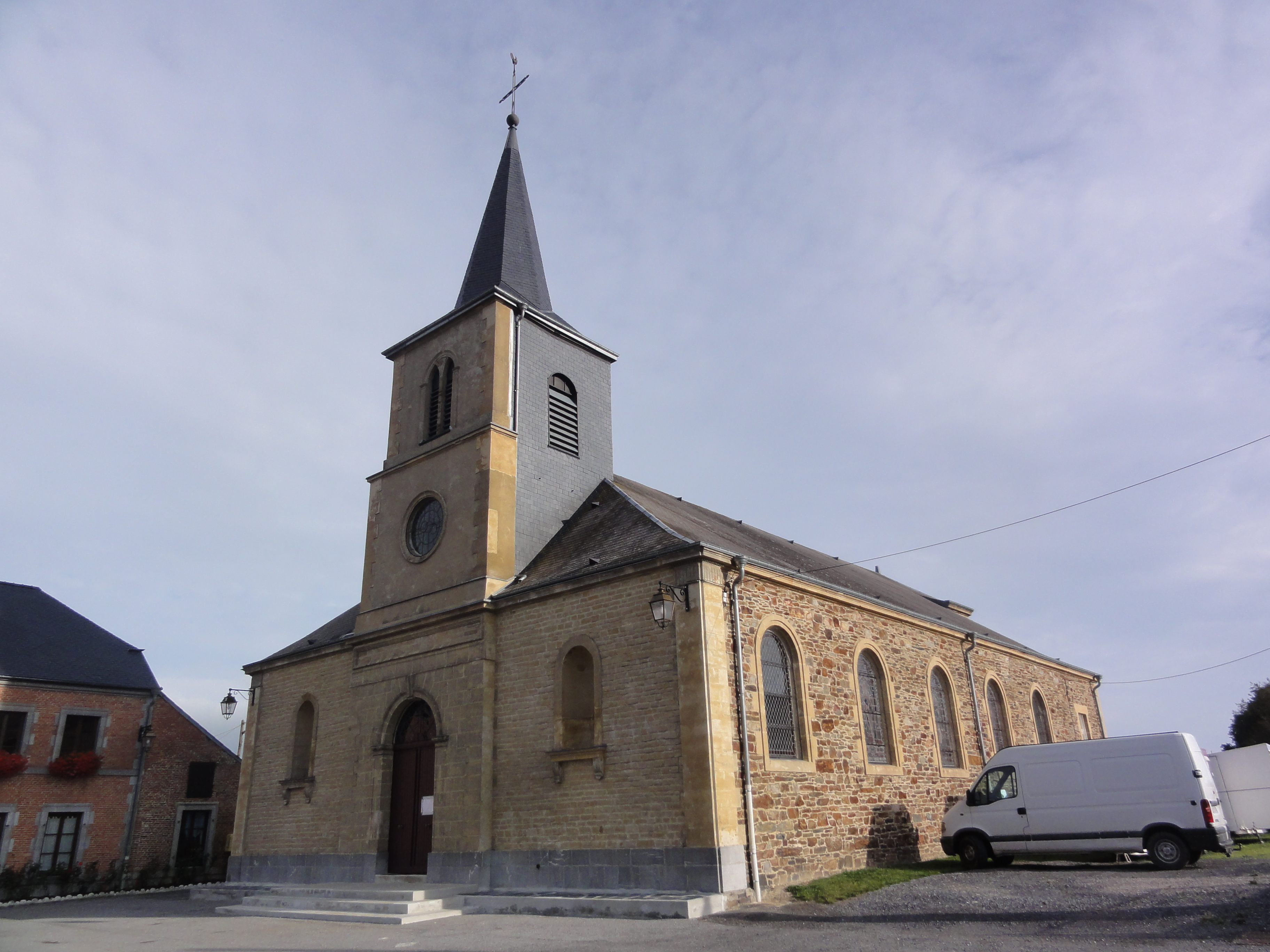
Kirche Saint-Charles

- Kirche Saint-Charles